# Tim Sparv
Tim Sparv (Oravais, 20 de fevereiro de 1987) é um ex-futebolista finlandês que atou como meio-campo.

## Carreira
Nascido em Oravais, Ostrobothnia, Sparv se transferiu para o Southampton em 2003, deixando o pequeno Norrvalla. Ele permaneceu durante três temporadas nas categorias de base do Southampton, onde chegou a final da Copa da Inglaterra Infantil, em 2005, jogando ao lado de Theo Walcott.
Em 7 de janeiro de 2007, transferiu-se para o Halmstads, da Suécia. Em 1 de maio de 2008, ele foi emprestado ao Vaasan Palloseura, da Finlândia, após uma lesão e pouco ter atuado. Voltou ao Halmstads após o término do Campeonato Finlandês.
Em agosto de 2009, o Groningen tentou contratá-lo, mas o Halmstads não o liberou. Poucos dias depois, foi anunciado que assinou com o clube neerlandês, se transferindo oficialmente em 1 de janeiro de 2010.

## Seleção
Em 2009, disputou com a Finlândia o Campeonato Europeu Sub-21, onde estreou marcando um gol de pênalti frente a Inglaterra.
Em 4 de fevereiro de 2009, Sparv fez sua estreia pela Finlândia, num amistoso contra o Japão (derrota por 5 a 1). Durante o Campeonato Europeu Sub-21 de 2009, foi o capitão de sua seleção e marcou um gol (de pênalti) contra a Inglaterra, em 15 de junho de 2009.
Sparv foi convocado para a disputa da Eurocopa de 2020 pela Seleção Finlandesa. Ele foi titular nas três partidas disputadas pela Finlândia.